# Cillenus
Cillenus is een geslacht van kevers uit de familie van de loopkevers (Carabidae). De wetenschappelijke naam van het geslacht is voor het eerst geldig gepubliceerd in 1819 door Samouelle.

## Soorten
Het geslacht Cillenus omvat de volgende soorten:
- Cillenus adelaideae Lindroth, 1980
- Cillenus aestuarii (Habu & Ueno, 1954)
- Cillenus albertisi (Putzeys, 1875)
- Cillenus albovirens (Sloane, 1903)
- Cillenus angustatum Baehr, 1995
- Cillenus foochowense Lindroth, 1980
- Cillenus formosanus Dupuis, 1912
- Cillenus kasaharai Habu, 1978
- Cillenus lateralis Samouelle, 1819
- Cillenus mastersi Sloane, 1895
- Cillenus sauteri (Jedlicka, 1958)
- Cillenus sinicus Andrewes, 1938
- Cillenus sumaoi (Morita, 1981)
- Cillenus yakushimanum Sasakawa, 2007